# Adesmia montana
Adesmia montana är en ärtväxtart som beskrevs av Rodolfo Amando Philippi. Adesmia montana ingår i släktet Adesmia och familjen ärtväxter. Inga underarter finns listade i Catalogue of Life.